# Blanka Kulínská
Blanka Kulínská, rozená Bicanová (11. ledna 1935 Chlaponice – 29. června 2022 Praha), byla česká sbormistryně a pedagožka. V letech 1954–1973 a pak od roku 1992 byla sbormistryní Dětského pěveckého sboru Československého, respektive Českého rozhlasu, v letech 1973–2011 byla sbormistryní sboru Bambini di Praga.

## Biografie

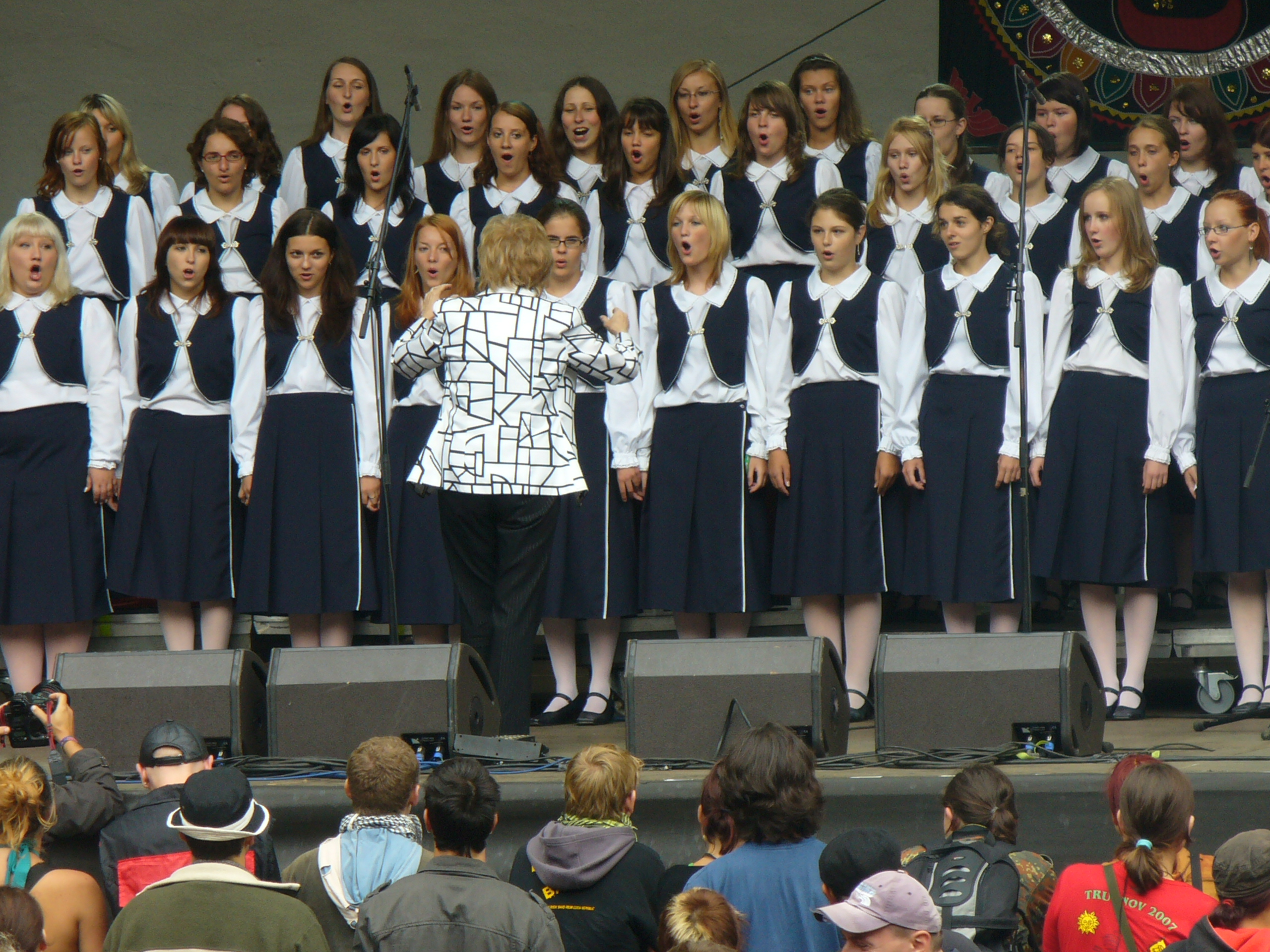
Blanka Kulínská diriguje sbor Bambini di Praga

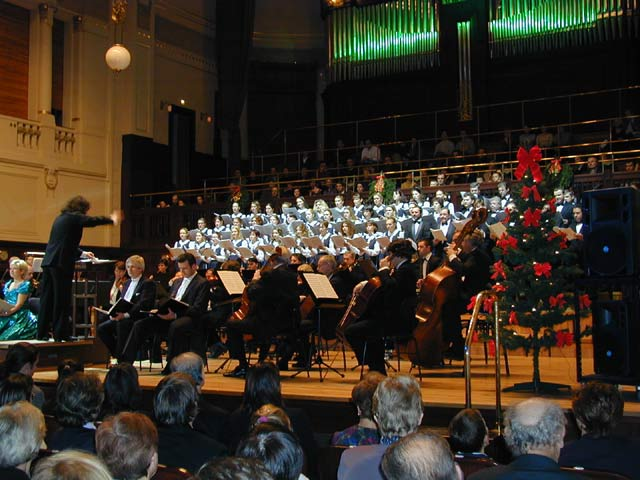
Sbor Bambini di Praga

V roce 1945 Blanku Kulínskou rodiče přihlásili do vznikajícího Dětského pěveckého sboru Československého rozhlasu. Postupně se stala přední sboristkou tohoto sboru. Roku 1954 se provdala za sbormistra DPS ČsRo Bohumila Kulínského staršího a stala se sbormistryní sboru. Se sborem se zúčastnila mnoha zahraničních turné (například do Vatikánu) a významných koncertů. Připravovala pravidelné vysílání hudební výchovy pro základní školy, podílela se na přípravě rozhlasového natáčení skladeb soudobých českých hudebních skladatelů.
Za normalizace, v roce 1973, z politických důvodů manželé Kulínští ukončili spolupráci s Československým rozhlasem a založili vlastní sbor, Bambini di Praga (v překladu děti z Prahy), kam postupně přešla většina členů původního rozhlasového sboru.
Po sametové revoluci roku 1989 založila spolu se svým synem, Bohumilem Kulínským mladším, Školu sborového zpěvu při Bambini di Praga. Navíc jí bylo roku 1992 nabídnuto místo hlavní sbormistryně Dětského pěveckého sboru Českého rozhlasu, které přijala a Bambini di Praga postupně předala svému synovi (sama zůstala druhou sbormistryní). Oba sbory se pod jejím vedením staly špičkovými tělesy, které byly zvány na zahraniční turné např. do Japonska.
Do života Blanky Kulínské výrazně zasáhla kauza jejího syna Bohumila Kulínského, který byl roku 2004 obviněn z pohlavního zneužívání sboristek. Od tohoto roku z důvodu vazby Kulínského Blanka Kulínská opět převzala vedení celého sboru. Z důvodu pošramocené pověsti však sboru postupně ubývali zpěváci. Roku 2011, po propuštění Bohumila Kulínského z vazby, byla proto činnost sboru ukončena.
V roce 2010 Blanka Kulínská převzala cenu za celoživotní přínos rozvoji dětského sborového zpěvu od České hudební rady.
Blanka Kulínská se poté soustředila pouze na vedení DPS ČRo. Hlavní sbormistryní zůstala do roku 2015, kdy vedení sboru předala svému dlouholetému asistentovi Lukáši Jindřichovi. Ten však nezůstal hlavním sbormistrem sboru ani půl roku a od ledna 2016 je hlavní sbormistryní sboru Věra Hrdinková, rovněž dlouholetá spolupracovnice Blanky Kulínské.
Následně byla Blanka Kulínská odbornou poradkyní sbormistryně DPS ČRo, a stále se tak podílela na jeho činnosti.

## Galerie

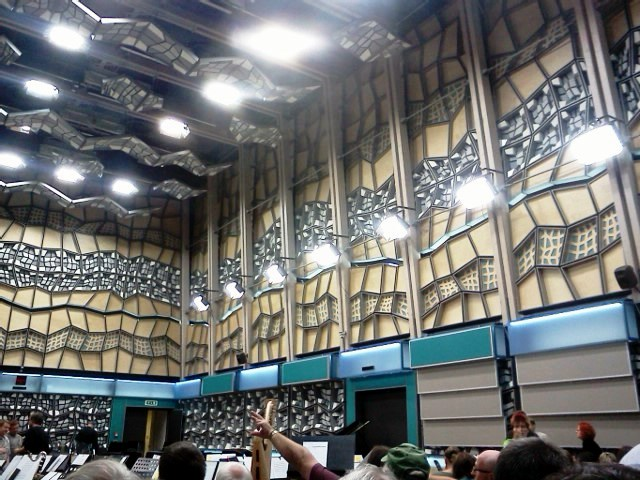
Studio 1 Českého rozhlasu, místo častého účinkování DPS ČRo
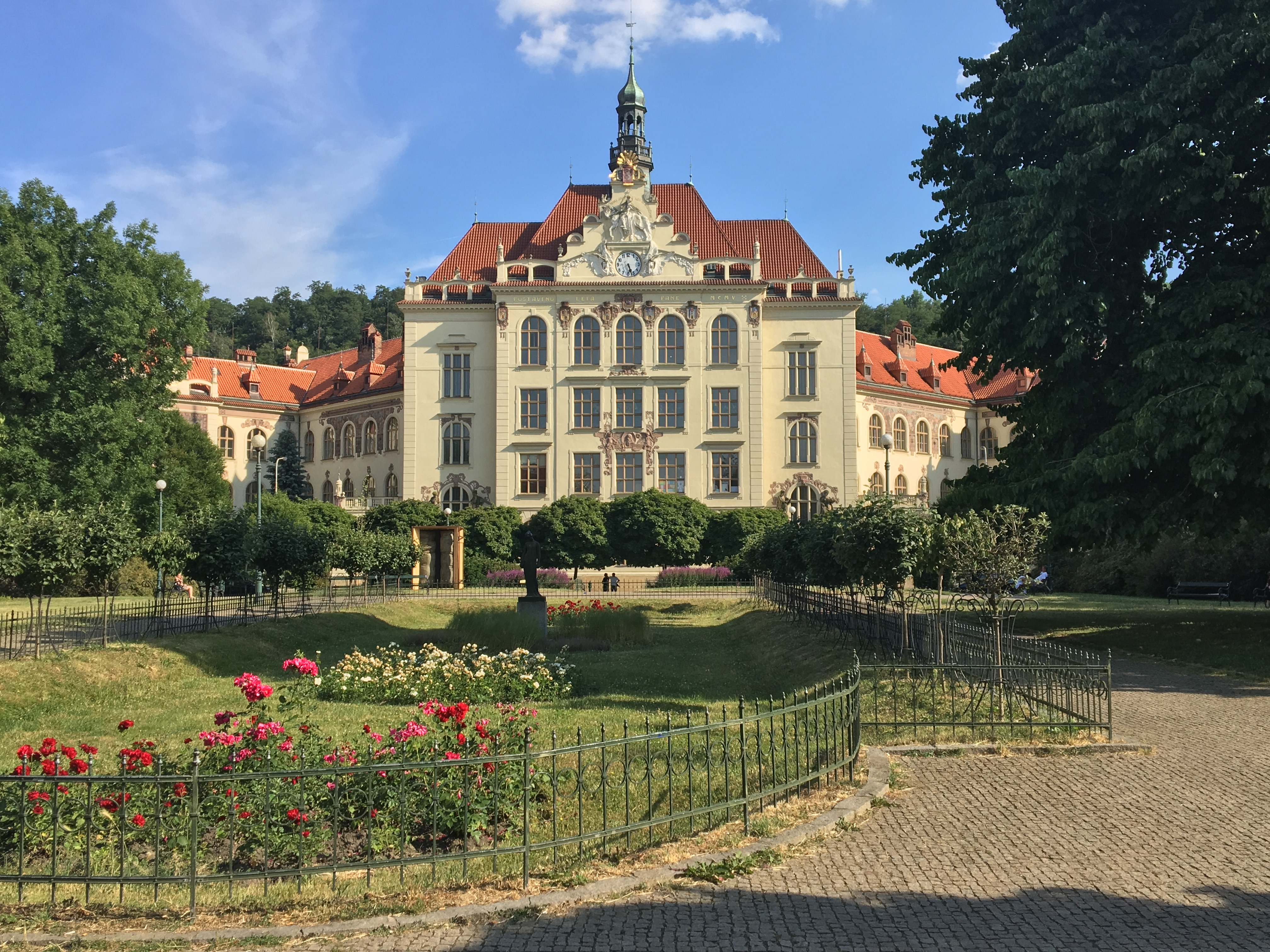
Někdejší sídlo Školy sborového zpěvu při Bambini di Praga na Lyčkově náměstí